# Yoshitaka Ōhashi
Yoshitaka Ōhashi (japanisch 大橋 良隆 Ōhashi Yoshitaka; * 1. Juli 1983 in Urawa (heute Saitama), Saitama) ist ein ehemaliger japanischer Fußballspieler.

## Karriere
Ōhashi erlernte das Fußballspielen in der Schulmannschaft der Saitama Urawa Minami High School und der Universitätsmannschaft der Sendai-Universität. Seinen ersten Vertrag unterschrieb er 2006 bei Vegalta Sendai. Der Verein spielte in der zweithöchsten Liga des Landes, der J2 League. Im Juli 2007 wechselte er zum NEC Tokin FC. Für den Verein absolvierte er 17 Ligaspiele. 2009 wechselte er zu AC Nagano Parceiro. Am Ende der Saison 2010 stieg der Verein in die Japan Football League auf. 2013 wurde er mit dem Verein Meister der Japan Football League und stieg in die J3 League auf. Für den Verein absolvierte er 172 Ligaspiele. Ende 2015 beendete er seine Karriere als Fußballspieler.